# Etapas do alargamento da União Europeia
|  |

 Portugal

## Lista de Estados Membros da União Europeia
Lista de Estados Membros da União Europeia por data de adesão
| Bandeira | Estado membro | Nome Oficial                  | Capital    | MPEs |
| -------- | ------------- | ----------------------------- | ---------- | ---- |
|          | França        | República Francesa            | Paris      | 78   |
|          | Alemanha      | República Federal da Alemanha | Berlim     | 99   |
|          | Bélgica       | Reino da Bélgica              | Bruxelas   | 24   |
|          | Itália        | República Italiana            | Roma       | 78   |
|          | Luxemburgo    | Grão-Ducado do Luxemburgo     | Luxemburgo | 6    |
|          | Holanda       | Países Baixos                 | Amesterdão | 27   |

| Bandeira | Estado membro | Nome Oficial                                   | Data de Adesão | Capital   | MPEs |
| -------- | ------------- | ---------------------------------------------- | -------------- | --------- | ---- |
|          | Dinamarca     | Reino da Dinamarca                             | 01/01/1973     | Copenhaga | 14   |
|          | Reino Unido   | Reino Unido da Grã-Bertanha e Irlanda do Norte | 01/01/1973     | Londres   | 78   |
|          | Irlanda       | Irlanda                                        | 01/01/1973     | Dublin    | 13   |

| Bandeira | Estado membro | Nome Oficial       | Data de Adesão | Capital | MPEs |
| -------- | ------------- | ------------------ | -------------- | ------- | ---- |
|          | Grécia        | República Helénica | 01/01/1981     | Atenas  | 24   |

| Bandeira | Estado membro | Nome Oficial         | Data de Adesão | Capital | MPEs |
| -------- | ------------- | -------------------- | -------------- | ------- | ---- |
|          | Portugal      | República Portuguesa | 01/01/1986     | Lisboa  | 21   |
|          | Espanha       | Reino da Espanha     | 01/01/1986     | Madrid  | 54   |

| Bandeira | Estado membro | Nome Oficial           | Data de Adesão | Capital    | MPEs |
| -------- | ------------- | ---------------------- | -------------- | ---------- | ---- |
|          | Áustria       | República da Áustria   | 01/01/1995     | Viena      | 18   |
|          | Finlândia     | República da Finlândia | 01/01/1995     | Helsínquia | 14   |
|          | Suécia        | Reino da Suécia        | 01/01/1995     | Estocolmo  | 18   |

| Bandeira | Estado membro   | Nome Oficial           | Data de Adesão | Capital    | MPEs |
| -------- | --------------- | ---------------------- | -------------- | ---------- | ---- |
|          | Chipre          | República de Chipre    | 01/05/2004     | Nicósia    | 6    |
|          | República Checa | República Checa        | 01/05/2004     | Praga      | 24   |
|          | Estónia         | República da Estónia   | 01/05/2004     | Tallinn    | 6    |
|          | Hungria         | República da Hungria   | 01/05/2004     | Budapeste  | 24   |
|          | Letónia         | República da Letónia   | 01/05/2004     | Riga       | 9    |
|          | Lituânia        | República da Lituânia  | 01/05/2004     | Vilnius    | 13   |
|          | Malta           | República de Malta     | 01/05/2004     | La Valeta  | 5    |
|          | Polónia         | República da Polónia   | 01/05/2004     | Varsóvia   | 54   |
|          | Eslovénia       | República da Eslovénia | 01/05/2004     | Liubliana  | 7    |
|          | Eslováquia      | República Eslovaca     | 01/05/2004     | Bratislava | 14   |

| Bandeira | Estado membro | Nome Oficial          | Data de Adesão | Capital   | MPEs |
| -------- | ------------- | --------------------- | -------------- | --------- | ---- |
|          | Bulgária      | República da Bulgária | 01/01/2007     | Sófia     | 18   |
|          | Roménia       | Roménia               | 01/01/2007     | Bucareste | 35   |

| Bandeira | Estado membro | Nome Oficial         | Data de Adesão | Capital | MPEs |
| -------- | ------------- | -------------------- | -------------- | ------- | ---- |
|          | Croácia       | República da Croácia | 01/07/2013     | Zagreb  | 12   |

¹ A 3 de Outubro de 1990, a RDA juntou-se à RFA, tornando-se assim a Alemanha
² A Gronelândia deixou a Comunidade 1985